# Майданевич, Алексей Александрович
Алексей Александрович Майданевич (укр. Олексій Олександрович Майданевич; род. 18 июля 1991, Киев) — украинский футболист, защитник

## Биография
Воспитанник футбольной школы «Оболонь» (Киев). В чемпионате Украины (ДЮФЛ) играл за команду «Смена-Оболонь» (Киев). В течение 2009—2015 годов выступал за «Оболонь» и «Оболонь-Бровар» (Киев), с которой становился серебряным призером Второй лиги Украины. За это время играл под руководством таких известных тренеров, как: Сергей Ковалец, Юрий Максимов и Василий Рац. Находясь в премьерлиговой «Оболони» в основном выступал в молодежном составе, однако и во взрослом футболе смог дебютировать, а именно: 21 сентября 2011 года в матче Кубка Украины.
Летом 2015 перебрался в состав «Буковины», где стал одним из ключевых защитников черновицкой команды. В межсезонье по обоюдному согласию сторон прекратил сотрудничество с клубом и в марте 2016 года подписал контракт с киевским «Арсеналом». 20 августа 2016 года в матче против МФК «Николаев» отметился дебютным голом в первой украинской лиге. В конце октября 2017 признан лучшим игроком 18-го тура Первой лиги Украины 2017/18, по завершении того же сезона вместе с командой стал победителем этих соревнований.
22 июля 2018 года впервые сыграл в Премьер-лиге Украины, выйдя на замену на 88-минуте в матче против ФК «Львов», а 17 августа отличился дебютным голом в украинской элите. В то же время был назначен и капитаном команды. В начале февраля 2019 года по обоюдному согласию сторон расторг трудовые отношения со «столичным» клубом. В марте того же года вместе с соотечественниками Денисом Скепским, Александром Батальским и Евгением Чумаком подписал контракт с грузинским перволиговым клубом «Шевардени» (Тбилиси). А уже в начале июля того же года присоединился к составу родных «пивоваров».

## Достижения
- Победитель Первой лиги Украины: 2017/18
- Серебряный призёр Второй лиги Украины: 2014/15